# With Her in Ourland
With Her in Ourland: Sequel to Herland est un roman féministe et un commentaire sociologique écrit par Charlotte Perkins Gilman. Le roman constitue la suite de Herland (1915), et reprend immédiatement après les événements de Herland, avec Terry, Van et Ellador voyageant de Herland à Ourland (le monde contemporain de 1915-16). La majorité du roman suit les voyages de Van et Ellador à travers le monde, et en particulier aux États-Unis, avec Van organisant leurs explorations à travers le monde alors moderne, tandis qu'Ellador offre ses commentaires et ses « prescriptions » du point de vue d'une Herlander, discutant de sujets tels que la Première Guerre mondiale, les pieds bandés, l'éducation, la politique, l'économie, les relations raciales et les relations entre les sexes.
Comme Herland, With Her in Ourland a été initialement publié sous forme de roman en série dans le magazine auto-publié de Gilman, Forerunner, avec des publications mensuelles à partir de janvier 1916 (le dernier chapitre de Herland a été publié en décembre 1915). Malgré le fait que Herland et With Her in Ourland aient tous deux été publiés en série et sans interruption, With Her in Ourland n'a été réédité sous forme de livre autonome qu'en 1997, dix-huit ans après la republication de Herland. Bien que la majorité du roman se déroule dans le monde contemporain de 1915-1916, en raison de son lien avec Herland, il est souvent considéré comme faisant partie d'une trilogie utopique, avec Moving the Mountain (1911) et Herland, bien que Gilman elle-même n'a jamais indiqué une structure de trilogie.

## Publication
À la suite de la conclusion du récit Herland dans le numéro de décembre 1915 de The Forerunner, Gilman note que : « Une suite de Herland, appelée With Her in Ourland, apparaîtra en série dans The  Forerunner pour 1916. » [ sic ] Les douze chapitres de With Her in Ourland ont été publiés en série dans les douze numéros mensuels de The Forerunner à partir de janvier 1916 ; le roman se terminait dans le dernier numéro du périodique de Gilman, qui cessa de paraître en décembre 1916.
Herland et With Her in Ourland sont tombés dans l'oubli au cours des décennies du milieu du XXe siècle. En 1968, la série complète de The Forerunner a été réimprimée par Greenwood Reprints dans le cadre des Radical Periodicals in the United States, 1890-1960, y compris le texte de Herland et With Her in Ourland. Cependant, ce n'est qu'à la réimpression de la nouvelle de Gilman, The Yellow Wallpaper en 1973, que l'intérêt pour le travail de Gilman a augmenté, conduisant à la republication de Herland en tant que roman indépendant en 1979 par Pantheon Books. Malgré l'augmentation du travail critique et scientifique concernant les œuvres littéraires de Gilman, With Her in Ourland est resté relativement dans l'oubli. L'introduction d'Ann J. Lane (en) à l'édition 1979 du Panthéon de Herland mentionne l'existence de la suite, et cite même des passages de With Her in Ourland. Dans son introduction, Lane suggère que Herland et With Her in Ourland constituent deux volets d'une « trilogie utopique » féministe,, avec Moving the Mountain (1911), également publié en série dans The Forerunner plusieurs années plus tôt. Néanmoins, With Her in Ourland n'a été réédité sous forme de livre indépendant qu'en 1997, avec une introduction de Mary Jo Deegan. Depuis lors, il a été réimprimé plusieurs fois, généralement dans le cadre d'anthologies Utopian Trilogy.

## Résumé
With Her in Ourland commence là où se termine son prédécesseur Herland : Vandyck Jennings, sa nouvelle épouse herlandienne Ellador et l'exilé Terry Nicholson procèdent en avion et en vedette à moteur loin de Herland et retournent vers le monde extérieur (With Her in Ourland est raconté par le personnage de Jennings). Dans un port maritime oriental sans nom, les trois montent à bord d'un navire pour les États-Unis. Leur embarcation est battue par une tempête, cependant, les trois voyageurs prennent un passage alternatif sur un navire suédois qui se dirige vers l'Europe. Ce détour met Van et Ellador au contact de la Première Guerre mondiale qui fait rage, et Ellador est dévastée par le carnage et les horreurs du conflit.
Ce nouveau savoir obscur commence l'éducation d'Ellador sur la nature du monde dominé par les hommes autre que Herland. Van loue la qualité de son intellect bien qu'il soit régulièrement déconcerté lorsque l'esprit pénétrant d'Ellador examine les lacunes logiques et les échecs moraux et éthiques de la société humaine. Ellador cherche à comprendre le monde en détail, en interrogeant et en étudiant avec des historiens et d'autres experts (tout en gardant secrète l'existence de sa propre société). Van et Ellador entreprennent un long voyage vers la maison de Van aux États-Unis ; ils traversent la Méditerranée jusqu'en Égypte, puis vers l'est vers la Perse et l'Inde, la Chine et le Japon. En chemin, Ellador examine les différentes coutumes des cultures qu'ils visitent.
Vers le milieu du livre, Van et Ellador arrivent à San Francisco, et Ellador commence son étude des conditions américaines. Van est obligé d'affronter et de reconnaître nombre d'insuffisances et de contradictions de la culture américaine à travers l'examen patient, objectif et implacable d'Ellador ; dans le processus, Gilman peut défendre son propre programme féministe de réforme sociale. Van doit affronter le fait que la vision d'Ellador de l'Amérique ébranle sa « conviction intérieure inébranlable de notre supériorité ».
Le roman se termine par le retour d'Ellador et Van à Herland ; ils s'y installent, et avec le temps Ellador donne naissance à un fils.

## Réception critique
En raison du grand écart entre la republication de Herland et With Her in Ourland, la réponse critique à With Her in Ourland a été relativement légère par rapport à celle de Herland. En général, la réception critique de With Her in Ourland est qu'il s'agit d'un roman plus faible que son prédécesseur. La structure didactique du récit est souvent critiquée comme étant moins engageante que celle de Herland, tandis que certaines des opinions proposées par Gilman, généralement sous la forme des « prescriptions » d'Ellador, sont considérées comme problématiques dans le milieu académique. En tant que tel, With Her in Ourland est souvent ignoré ou négligé dans les études sur le travail de Gilman.

## Genre
Herland et With Her in Ourland sont fréquemment inclus (avec Moving the Mountain) dans une « trilogie utopique » de romans en série écrits par Gilman et publiés dans The Forerunner traitant de sujets similaires, et sont généralement acceptés comme appartenant au genre de la fiction utopique et dystopique, participant à la grande vague de littérature utopique qui a caractérisé la fin du XIXe et le début du XXe siècle,,,.
Bien que la majorité du récit de With Her in Ourland se déroule dans le monde contemporain de 1915-1916, le roman utilise des personnages et des situations de Herland pour établir des contrastes entre la vision idéalisée de Gilman d'une société féministe telle que décrite dans Herland et les réalités plus sombres du monde réel, extérieur, dominé par les hommes. La perspective « Herlander » est utilisée pour générer des commentaires et des critiques sur « Ourland ». Ensemble, les deux œuvres forment une « utopie composite ». En fin de compte, le roman se termine par le retour des personnages principaux dans l'utopique Herland, ayant déterminé qu'Ourland n'a pas encore suffisamment progressé pour que les Herlandaises rejoignent le reste de la société humaine, suggérant un défi au lectorat pour aider à établir un monde dans lequel les Herlandaises se sentiraient bienvenues.
Le livre se conclut par la réalisation des Herlandaises que leur société doit s'ouvrir au monde humain, éventuellement pour le sauver.

## Sociologie
La réimpression de 1997 de With Her in Ourland est inhabituelle en ce qu'elle met l'accent sur les aspects sociologiques du roman. La rédactrice en chef Mary Jo Deegan, professeure de sociologie, note dans son introduction que si l'essentiel de l'attention contemporaine portée à l'œuvre de Gilman provient de la critique littéraire et des études féministes, Gilman était une sociologue, reconnue comme telle par ses contemporains, et que With Her in Ourland bénéficie d'une lecture en tant qu'ouvrage de sociologie.

## Race et religion
Les critiques modernes ont trouvé des éléments peu recommandables dans les œuvres de Gilman : les préoccupations concernant l'eugénisme, l'euthanasie, le racisme et le nativisme et les préjugés de classe. Certaines parties de With Her in Ourland, en particulier le dixième épisode, portent sur ce sujet. Dans le dixième chapitre du roman, Ellador affronte un sociologue du sud des États-Unis, examine et expose les hypothèses racistes illogiques de ses positions. Le même chapitre d'Ourland aborde également le statut des Juifs, ce qu'on appelait alors le « problème juif ». Gilman prône les mariages mixtes et l'assimilation des Juifs dans les sociétés modernes dans lesquelles ils vivaient.